# 岡崎健
岡崎 健（おかざき けん、1949年4月29日 - ） は、日本の機械工学者。東京工業大学名誉教授。元水素エネルギー協会会長。元日本伝熱学会会長。元日本機械学会副会長。

## 人物・経歴
1973年東京工業大学工学部機械物理工学科卒業。1978年東京工業大学大学院理工学研究科機械物理工学専攻博士課程修了、工学博士。同年豊橋技術科学大学助手。1980年豊橋技術科学大学講師。1984年豊橋技術科学大学助教授。1992年東京工業大学教授。2001年エネルギー・資源学会常任理事。2004年東京工業大学炭素循環エネルギー研究センター長。2007年東京工業大学理工学研究科工学系長・工学部長。
2008年水素エネルギー協会会長。2009年東京工業大学環境エネルギー機構長。2009年日本機械学会副会長。2011年大倉一郎に代わり伊賀健一の後任として次期東京工業大学学長に選出されたが、2012年に辞退した。2014年九州大学WPI招聘教授、日本伝熱学会会長、曙ブレーキ工業取締役。2015年東京工業大学特命教授、東京工業大学名誉教授。2017年 愛知県あいち低炭素水素サプライチェーン推進会議座長。